# مختار مختار
مختار مختار (عربی: مختار علي مختار؛ زادهٔ ۱۷ اوت ۱۹۵۴) یک مربی فوتبال اهل مصر است.
از باشگاه‌هایی که در آن بازی کرده‌است می‌توان به باشگاه ورزشی الاهلی مصر اشاره کرد.
وی همچنین در تیم ملی فوتبال مصر بازی کرده است.